# 西西里战争
西西里战争（Sicilian Wars）又称希腊布匿战争（Greco-Punic Wars），指的是公元前600年至公元前265年迦太基（814-146 B.C）和古希腊城邦以地中海中的西西里岛以为中心展开的一系列争霸战争。这场战争由古希腊城邦之一的叙拉古发起，是古代战争史上持续时间最长的战争。希腊布匿战争并没有分出胜负，持续不断的一系列战争的最终结果就是迦太基在地中海西部建立了霸权，而古希腊城邦则称雄于地中海东部，在西西里岛上，迦太基控制了西西里岛的西部，而古希腊城邦叙拉古则控制了西西里岛的东部。
西西里战争共分为三个重要的部分，分别是第一次西西里战争（480 B.C）、第二次西西里战争（410-340 B.C）、第三次西西里战争（315-307 B.C）。公元前146年迦太基被罗马灭亡之后，其史籍书册在历史长河中最终流失殆尽，现今没有任何一部已发现的迦太基文献提到了这场战争，学术界研究这场战争主要依靠的是古希腊的文献。
迦太基和古希腊城邦持续长时间的争霸最终随着罗马的崛起而结束：罗马共和国在完成亚平宁半岛北部的统一之后，随之于公元前3世纪开始南下攻打亚平宁半岛南部的古希腊城邦。皮洛士战争（280-275 B.C）中，罗马依次消灭了亚平宁半岛南部的诸多古希腊城邦，并最终于公元前265年完成了整个亚平宁半岛的统一，而迦太基和古希腊城邦之间的希腊布匿战争也宣告结束，迦太基的对手也从古希腊城邦变成了罗马。两者随后于公元前264年开始了长达一百余年的布匿战争（264-146，B.C），并且最终罗马获胜，迦太基灭亡。

## 战争背景
纵观迦太基的历史，其前期一直在与古希腊城邦争夺地中海的霸权地位，而后期的对手则变成了新兴的罗马共和国（509-27 B.C）。迦太基位于于今非洲北部的地中海沿岸，南部是广阔的沙漠，北部则濒临地中海。迦太基以地中海的国际贸易立国，并逐渐沿地中海沿岸扩张其殖民地。迦太基商船遍布整个地中海，甚至到达了大西洋上的不列颠群岛和非洲西部的加那利群岛。迦太基不仅通过贸易获得了大量的金、银、铜、铅等贵金属，并且垄断了地中海世界当时的锡矿贸易。锡对于尚处于青铜时代末期的地中海世界来说是至关重要的战略资源，因为锡是冶炼此时期最重要的材料青铜的必需品。迦太基与伊比利亚城邦之间的贸易以及其强大海军最终使得其垄断了地中海世界的锡贸易，不仅使之在常年成为唯一的锡矿分销国，同时也依靠垄断获取了暴利。同时，依靠在伊比利亚半岛和北非的银矿，迦太基也是地中海最大的银生产国。
迦太基依靠其在贸易上的优势取得了巨额利润，不仅造就了其强权和繁盛，并继承了其祖先腓尼基人的建立强大海军的经验。迦太基在获得地中海西部的霸权之后，随即开始向地中海东部扩张。而此时位处地中海东部的另一股强大力量古希腊，也开始了向西的扩张。从公元前8世纪到公元前6世纪，古希腊人在安纳托利亚、北非、亚平宁半岛，以及地中海西部诸岛建立一系列殖民城邦，统称为“大希腊”（Magna Graecia）。随着迦太基将其势力扩张西西里岛时，便与正在西西里岛进行殖民的古希腊城邦势力发生了正面冲突。
迦太基南部是广阔的沙漠，北部则临地中海。迦太基靠其对外航海贸易取得了巨额利润。为了保障海上利益，迦太基组建了一只庞大的海军，以防止海盗和蛮族的入侵。迦太基人继承了其祖先腓尼基人的强大海军力量和经验。但与腓尼基人不同的是，迦太基人是在没有任何外部势力的支持下完成的。迦太基将其势力扩张到了西西里岛。这时，便与在西西里岛进行殖民的另一股势力——古希腊发生了冲突。
大约在公元前900年，腓尼基人在西西里岛的沿岸建立了大量的殖民地港口。尽管并没有深入岛屿内陆，但是腓尼基人还是与世居西西里岛的伊利米人、西坎尼人、西库尔人（Sicel）有了不少贸易上的往来。随后于公元前750年，随着古希腊殖民者的到来，腓尼基人在没有做抵抗的情况下就放弃了西西里岛东部的地盘，退居到西西里岛西部的摩塔亚、巴勒莫（Panormus）、索伦托姆（Soluntum），并在那里建立了独立城邦，直到大约公元前540年迦太基在地中海西部崛起并统一了这些腓尼基城邦为止。
尽管在西西里，最初腓尼基人对于古希腊殖民者的入侵没有做出反抗，然而当古希腊殖民者开始把触手伸向伊比利亚半岛时，同时随着迦太基的崛起，腓尼基人开始在迦太基的领导下形成统一的联盟以在整个地中海西部对抗古希腊的入侵。最初在希腊人刚刚殖民西西里岛时，古希腊的爱奥尼亚人基本上维持了与本地人和腓尼基人的和平状态，而多利安人却表现地更加具有扩张性和侵略性，导致了一系列的局部冲突，但是总体上仍没有大规模的战争出现。基本安宁的环境和畅通的贸易使得同在西西里岛上古希腊城邦和腓尼基城邦都发达繁荣了起来，然而这也同时刺激了古希腊人扩张的欲望。随着古希腊人一再将触手向西西里岛西部延伸，一场与腓尼基人的大规模战争就不可避免了。在公元前580年，西西里岛西部的腓尼基人在马尔萨拉（Marsala）附近联手击败了前来入侵的古希腊殖民者，而这也是史料上首次记载的有关于迦太基和古希腊之间的冲突。
大约在公元前540年，迦太基控制了腓尼基人在西西里岛西部的地盘，30年后，迦太基帮助伊利米城邦塞傑斯塔击败了古希腊人的入侵，而此时古希腊本土则忙于内部事务，没有在意迦太基在西西里岛上取得的进展。这种情况促使了僭主在西西里岛的古希腊城邦杰拉a的崛起。多利安人的杰拉城邦在转向僭主制后，从公元前505年至公元前480年里疯狂扩张，入侵西西里岛本地居民、迦太基人、以及其它古希腊城邦的土地，这也成为了第一次西西里战争（480 B.C）的导火索和催化剂。
多利安人的杰拉城邦在三任僭主的统治下（Cleander（505-498 B.C）、Hippocrates（498-491 B.C）、Gelo（491-478 B.C）），急速扩张，夺取了众多原本属于本地居民、迦太基人、以及古希腊爱奥尼亚人的土地，并于公元前485年攻占了愛奥尼亚人的城邦叙拉古（Syracuse）。多利安人通过屠杀、放逐、奴隶化等手段，将爱奥尼亚人的叙拉古变成了多利安人式的城邦，并定都于此。此时西西里岛上的另一个多利安人僭主制城邦阿格里真托在僭主西伦（Theron）的统治下，也成功地扩张开来。叙拉古和阿格里真托两个僭主城邦为了防止之间可能的战争，最终通过僭主家族的联姻，组成了一个强大的联盟，进而威胁了整个西西里岛上其它城邦的自由和安全。
为了对抗这股来自的威胁，西西里岛上的爱奥尼亚人也开始寻求通过建立联盟以对抗多利安人的僭主城邦。最终，爱奥尼亚人联合了正意欲扩张的迦太基，以及一些因害怕西伦和盖洛统治的多利安人城邦，组成了对抗叙拉古和阿格里真托的另一股联盟。这样以来至公元前483年，西西里岛上出现了两股势力：古希腊的多利安人控制了岛的东部和南部，古希腊的爱奥尼亚人控制了岛的北部，而与之结盟的迦太基人则控制了岛的西部。

## 第一次西西里战争（前480年）
在收到爱奥尼亚人发出的联合请求之后，迦太基立刻决定介入西西里事务。迦太基之所以这么决定不仅是因为多利安人城邦对于其在西西里岛上的殖民地的巨大威胁，并且同时也是因为公元前480年，波希战争（499-449 B.C）第二阶段正式开始，波斯大军再次入侵希腊本土，希腊召回在地中海世界的所有力量加以抗衡，这也给了迦太基人以可乘之机。至于迦太基和波斯是否在这一事件组成了联盟以对抗古希腊，史学界一直在争论并没有最终的结论。
公元前480年9月，迦太基聚集起了一支由30万人组成的庞大军队，由迦太基国王哈米尔卡一世担任统帅，通过海运渡过了地中海，从巴勒莫登陆西西里岛，并于叙拉古的军队在希迈拉展开了决战，史称希迈拉战役。战役的结果是迦太基惨败，国王哈米尔卡一世战死，同时叙拉古取得了第一次西西里战争的战略优势。
希迈拉战役不仅决定了西西里岛的战略局势，并且对于迦太基国内也产生了重要而深远的影响。在希迈拉战役之前，迦太基实行君主制，是迦太基王国，国王是国家名义和实际上的统治者，拥有绝对的权力。然而随着希迈拉战役的惨败以及国王哈米尔卡一世的战死，迦太基的政治制度产生了巨大改变，信任国王失去了其大部分的权力，成为了一名象征意义上的国家元首，而国家的实际统治权力则归于新崛起的元老院，迦太基成为了实际上的共和国。之后在公元前308年，国王波米尔卡（Bomilcar）做了试图夺回权力的最后一次努力，进而发动政变，但是失败并被杀。至此迦太基正式废除君主制，改为共和制，迦太基也正式由迦太基王国变成了迦太基共和国。
另外，由史书记载，西西里战争中的希迈拉战役与波希战争中著名的萨拉米斯战役发生于同一天，在这一天，古希腊人在地中海西部决定性地击败了迦太基的势力，而在地中海的东部则决定性地击败了波斯的大军。在经历了萨拉米斯战役之后，波斯帝国开始走向衰落，也再也没有进犯过古希腊本土。在这两场战役之后，古希腊世界进入了辉煌时代，共和制与民主制复兴并且高度发展，艺术和哲学领域则进入了全盛状态，为之后整个西方文明奠定了基础。
第一次西西里战争结束后，除了迦太基赔付了一定数量的战争赔款之外，叙拉古没有再进一步入侵迦太基的殖民地，而迦太基也无力再战。双方在经过这次战争之后，谁也没有多得一寸土地，谁也没有失去一寸土地，这种和平维持了70年之久，期间随着古希腊世界共和制和民主制的兴起，叙拉古和阿格里真托的僭主制被推翻，两个国家最终分裂成11个互相争斗的小的城邦共和国，其中有的处于民主制下，有的则处于寡头制统治。这些小的古希腊城邦随后走向了扩张的道路，并最终导致了第二次西西里战争。

## 第二次西西里战争（前410年—前340年）
自公元前480年第一次西西里战争战败以来，迦太基一直在经营位于非洲的势力，并开疆拓土建立了不少新的殖民地。在北非的地中海沿岸，迦太基建立了莱普提斯（Leptis）、奥伊（Oea）等新的殖民城市；在非洲内陆，迦太基人穿越了撒哈拉沙漠、昔兰尼加，来到了非洲西部的大西洋沿岸；在伊比利亚半岛，迦太基人也建立了殖民地，并且获得了充足的银矿和铜矿资源。
而在西西里岛上，多利安人建立的塞利农特城邦和爱奥尼亚人建立的塞傑斯塔延续着之前多利安人和爱奥尼亚人在西西里岛上的争斗，公元前416年，塞利农特击败了塞杰斯塔，于是爱奥尼亚人再一次向迦太基人求援，而这次迦太基人不想再摄入西西里事务，于是拒绝了。爱奥尼亚人转而向雅典城邦求援，而雅典随即答应了爱奥尼亚人的请求并于公元前415年派遣了一支部队远征西西里，史称西西里远征。此时的古希腊世界正处于以雅典联盟和斯巴达联盟相对抗阶段的伯罗奔尼撒战争（431-404 B.C）中，所以西西里远征也是伯罗奔尼撒战争在西西里岛上的战役。在斯巴达、科林斯、叙拉古三强的联合下，这只雅典城邦的军队被击败了，随后于公元前411年塞利农特再次进攻并击败了塞杰斯塔。处境危急的爱奥尼亚人再次向迦太基人发出了求援的请求，而这次迦太基人决定首先尝试外交手段，并同时建立了一支强大的部队为可能的军事干预做着准备。
公元前410年，迦太基试图通过外交手段来调和塞杰斯塔和塞利农特的努力失败了，在经过外交手段的尝试之后，迦太基决定使用军事力量，再次出兵西西里和叙拉古展开争霸。
迦太基的军队在国王汉尼拔·玛戈（Hannibal Mago）的率领下进入了西西里岛，并在塞利农特战役（Battle of Selinus，409 B.C）中击败了塞利农特的军队。之后迦太基的军队又与叙拉古的军队在希迈拉展开了第二次希迈拉战役（409 B.C），并取胜，胜利后迦太基的军队摧毁了希迈拉城。而后汉尼拔并没有下令军队继续攻击叙拉古或阿格里真托，而是带着战争的战利品风光的回到了迦太基。在迦太基的军队停手之后，叙拉古和阿格里真托的部队也没有发动的进攻，但是战争中叛变至迦太基的叙拉古将军却发动了一次针对迦太基在西西里岛上殖民地偷袭，作为回应，汉尼拔·玛戈再次率领军队于公元前406年进入了西西里岛。
第二次进入西西里岛的迦太基军队遭遇了顽强的抵抗，在阿格里真托围城战（Siege of Akragas，406 B.C）中，迦太基军队中瘟疫蔓延，汉尼拔·玛戈也因此去世，新任国王希米尔科（Himilco）继续指挥迦太基军队攻打阿格里真托。最终，迦太基的军队攻下了阿格里真托城并摧毁了她，随后又攻下了杰拉城，并数次击败了叙拉古僭主大狄奥尼西奥斯所率领的军队。之后由于瘟疫再次来袭，公元前405年迦太基与叙拉古签订了停战协议，叙拉古承认了迦太基在战争中的所得。此时的迦太基在西西里岛的势力达到了巅峰状态。
公元前398年，叙拉古的大狄奥尼西奥斯经过数年的积聚实力，认为已经可以与迦太基再次较量，随后便撕毁了停战协议，并率军攻向摩塔亚。经过摩塔亚围城战（Siege of Motya），叙拉古最终取胜，并占领了摩塔亚。此时的迦太基的希米尔科决定再次出兵西西里岛，并且这时他的目的已不仅仅是击败叙拉古在摩塔亚的军队，而是要征服整个叙拉古。最终，在卡塔纳战役中，迦太基的军队击败了叙拉古的军队，并开始于公元前397年对叙拉古进行围城。然而瘟疫再次来袭，希米尔科不得不放弃对叙拉古的进攻而撤回西西里岛的西部。这一战之后尽管双方没有签署任何停战协议，然而都停火了。迦太基保住了其在西西里岛西部的势力范围，叙拉古也守住了自己的国土。
随后叙拉古再次整兵意图再战，而迦太基也在遭遇了本土内乱等诸多事端后再次派遣军队意图攻下叙拉古。双方进行了十多年的拉锯战，互有胜败，然而都不能取得决定性的战果，最终以一纸合约结束了战争。之后迦太基丧失了西西里岛西部的很多领土，而退守岛西部的几个重要殖民城市。
公元前383年，大狄奥尼西奥斯再次发动战争，而此时迦太基则联合亚平宁半岛南部的国家，共同对抗叙拉古，并且使叙拉古处于两面受敌的状态。然而叙拉古却在公元前378年的卡巴拉战役（Battle of Cabala），而此时迦太基又遭遇了本土内乱，因此向叙拉古求和。大狄奥尼西奥斯此时要求迦太基彻底退出西西里岛，而迦太基则断然拒绝，随即双方再次开战。公元前376年，迦太基国王希米尔科二世（Himilco II）率军在科罗妮姆战役（Battle of Cronium）中战胜了叙拉古的军队后，双方均无力再战，于是又签订了和平条约。
公元前368年，大狄奥尼西奥斯发动了他人生中最后一次对迦太基的战争。然而随着海军的失利以及他自己的去世，叙拉古的小狄奥尼西奥斯最终和迦太基签订了合约，保证了之后22年之间的和平。
之后双方又有一些交战，最终于公元前341年的克里米修斯战役（Battle of the Crimissus）中，叙拉古击败了迦太基，标志着第二次西西里战争的结束。战后迦太基任然控制着西西里岛的西部而叙拉古则控制了西西里岛的东部。

## 第三次西西里战争（前315年—前307年）
公元前315年，叙拉古僭主阿加托克利斯攻下了西西里岛东北角的重要城市墨西拿，并进攻迦太基的城市。迦太基军队随即在国王哈米尔卡二世的指挥下随即反击，并于希迈拉河战役（Battle of the Himera River，311 B.C）中击败了叙拉古的军队。
在赢得希迈拉河战役之后，迦太基则集中兵力对叙拉古城进行围城作战，而处于绝境下的叙拉古则选择围魏救赵，派遣了一支1.4万人的部队横渡地中海，攻入迦太基本土，希望能够解叙拉古之围。叙拉古军队的远征随后得到了成效：迦太基不得不撤下攻打叙拉古城的军队回本土进行防御作战。随后叙拉古的军队在迦太基本土又取得了白色突尼斯战役（Battle of White Tunis）的胜利，并随即对迦太基城展开了围城战。
由于迦太基城的城防坚固，叙拉古的军队久攻不下，只好转而占领迦太基城南部周边的区域。公元前307年，迦太基的军队最终在本土战胜了这只叙拉古的远征军，而阿加托克利斯也在战败之后回到了西西里的叙拉古本土。之后叙拉古和迦太基签订了和平条约，规定叙拉古占据西西里岛东部而迦太基则控制西西里岛西部，至此，第三次西西里战争结束。

## 余波：皮洛士战争与布匿战争的开始（前280年—前264年）
在第三次西西里战争于公元前303年结束之后，迦太基在西西里岛西部的统治得到了稳固，而叙拉古在阿加托克利斯的统治之下也到达了西西里岛在古代时期最繁荣的状态。这一繁荣时期一直持续了大约20多年，直到皮洛士战争（280-275 B.C）的开始而结束。摩罗西亚国王皮洛士曾率军进入西西里岛并进攻迦太基的诸多城邦，一度几乎占领全部西西里岛。然而在最后进攻里里贝母（Lilybaeum）的战役中，皮洛士的军队被迦太基的军队击败，随后迦太基又恢复了对于西西里岛西部的统治。
尽管亚平宁半岛与西西里岛的地理位置靠得很近，然而之前罗马共和国却从没有介入西西里战争。这主要是因为在公元前5世纪，罗马主要忙于对亚平宁半岛北部的伊特鲁里亚地区的征服，而在公元前4世纪，罗马则主要忙于对亚平宁半岛南部的古希腊城邦的征服。最终随着罗马共和国的强势崛起，亚平宁半岛南部的诸多希腊城邦国家先后在皮洛士战争中被罗马征服，古希腊与迦太基的较量最终画上了句号，而迦太基则开始面对新的对手，罗马。
公元前264年，叙拉古最后一次尝试攻打墨西拿失利，随后罗马攻占了墨西拿，正式地介入西西里事务。至此，整个西西里战争正式结束，而迦太基和罗马的争霸战争：布匿战争则正式开始。